# Sonia Darrin
Sonia Darrin, született Sonia Paskowitz (Galveston, Texas, 1924. június 16. – New York, New York, 2020. július 19.) amerikai színésznő.

## Filmjei
- Mindez Évával kezdődött valamikor (It Started with Eve) (1941)
- Korzikai testvérek (The Corsican Brothers) (1941)
- My Gal Sal (1942)
- A nehéz út (The Hard Way) (1943)
- Frankenstein és a Vérfarkas (Frankenstein Meets the Wolf Man) (1943)
- Észak csillaga (The North Star) (1943)
- Lady in the Dark (1944)
- Hosszú álom (The Big Sleep) (1946)
- Bury Me Dead (1947)
- Jane Doe (1948)
- Zsákmány (Caught) (1949)
- Federal Agent at Large (1950)
- Robert Montgomery Presents (1950, tv-sorozat, egy epizódban)

## További információ
- Sonia Darrin az Internetes Szinkronadatbázisban (magyarul)
- Sonia Darrin az Internet Movie Database-ben (angolul)
- Sonia Darrin a Rotten Tomatoeson (angolul)